# Součástka
Součástka, taktéž součást, je předmět vyrobený podle požadavků na účel a funkci mechanismu, přístroje, stroje nebo zařízení.
Součástka slouží ke konstrukci složitějších zařízení, přístrojů, strojů. Součástka sama může být konstrukčním celkem jiných součástek (ložisko).

## Normování
Součástky, jejichž účel, funkce, vlastnosti, tvar a jiné jsou shodné pro více aplikací, jsou obvykle normalizovány s odstupňovanými charakteristickými vlastnostmi (rozměr, tvrdost, barevné spektrum, vodivost aj.); vyrábějí se hromadně a při konstruování a výrobě jsou definovány normou.

## Typy
Z praktického hlediska je možno se se součástkami setkat v oblasti:
- strojní mechaniky (šroub, píst, pružina, páka, kolo a další)
- elektrotechniky (rezistor, dioda, tranzistor, integrovaný obvod, kondenzátor a další): elektronická součástka